# Metriopelia ceciliae
Metriopelia ceciliae е вид птица от семейство Гълъбови (Columbidae).

## Разпространение
Видът е разпространен в Аржентина, Боливия, Перу и Чили.